# Bumper Tormohlen
Eugene R. "Bumper" Tormohlen (Holland, Indiana, 12 de mayo de 1937 - ibidem, 27 de diciembre de 2018) fue un jugador y entrenador de baloncesto estadounidense que disputó seis temporadas en la NBA y dos más en la ABL, además de entrenar durante 8 partidos a Atlanta Hawks como entrenador interino. Con 2,03 metros de estatura, lo hacía en la posición de ala-pívot.

## Trayectoria deportiva

### Universidad
Jugó durante cuatro temporadas con los Volunteers de la Universidad de Tennessee, en las que promedió 15,5 puntos y 16,9 rebotes por partido. Posee casi todos los récords de rebotes de su universidad, como los de más rebotes en una temporada, con 384, más en una carrera, con 1113, y mejor porcentaje de rebotes en una temporada (17,7) y en una carrera, superando en todas ellas al mejor jugador que ha salido de los Volunteers, Bernard King. en sus dos últimas temporadas fue incluido en el mejor quinteto de la Southeastern Conference.

### Profesional
Fue elegido en la decimotercera posición del Draft de la NBA de 1959 por Syracuse Nationals, pero no llegó a firmar contrato, yéndose a jugar a la ABL con los Kansas City Steers. Allí jugó dos temporadas, siendo el tercer mejor reboteador de la corta historia de la liga, con 11,9 capturas por partido, ganando además la competición en su última temporada de existencia. Tras la desaparición de la ABL, los St. Louis Hawks lo ficharon junto con Bill Bridges. jugando los últimos compases de la temporada 1962-63, aunque aportando muy poco, tan solo 1,7 puntos y 2,1 rebotes por partido.
Jugó cinco temporadas más para los Hawks, incluida una última ya en Atlanta, siempre como suplente de Bridges. La mejor de ellas fue la 1966-67, en la que promedió 6,3 puntos y 5,5 rebotes por partido. Antes de su última campaña fue elegido en el draft de expansión por Seattle Supersonics, pero los Hawks lo recuperaron a cambio de una futura ronda del draft, disputando apenas un par de partidos antes de retirarse.

### Entrenador
Tras dejar el baloncesto en activo, fue entrenador asistente en los Hawks durante 12 temporadas, sustituyendo casi acabada la temporada 1975-76 a Cotton Fitzsimmons como entrenador principal interino, dirigiendo al equipo en 8 partidos, en los que solo ganó uno. Posteriormente, sería durante cuatro temporadas director de ojeadores universitarios para Los Angeles Lakers.

## Estadísticas de su carrera en la NBA

### Temporada regular
| Temporada | Edad | Equipo          | Liga | P   | TIT | MIN  | TC  | TCA | %TC  | 3P | 3PA | %3P | TL  | TLA | %TL  | R.OF. | R.DEF. | REB | ASIS | ROB | TAP | PER | FP  | PTS |
| 1962-63   | 25   | St. Louis Hawks | NBA  | 7   |     | 6.7  | 0.7 | 1.4 | .500 |    |     |     | 0.3 | 1.4 | .200 |       |        | 2.1 | 0.7  |     |     |     | 1.6 | 1.7 |
| 1963-64   | 26   | St. Louis Hawks | NBA  | 51  |     | 12.5 | 1.8 | 4.9 | .376 |    |     |     | 0.4 | 0.9 | .478 |       |        | 4.2 | 1.0  |     |     |     | 2.5 | 4.1 |
| 1965-66   | 28   | St. Louis Hawks | NBA  | 71  |     | 10.9 | 2.0 | 4.6 | .444 |    |     |     | 0.8 | 1.2 | .659 |       |        | 4.4 | 0.8  |     |     |     | 1.9 | 4.8 |
| 1966-67   | 29   | St. Louis Hawks | NBA  | 63  |     | 16.4 | 2.7 | 6.4 | .427 |    |     |     | 0.8 | 1.3 | .595 |       |        | 5.5 | 1.2  |     |     |     | 2.8 | 6.3 |
| 1967-68   | 30   | St. Louis Hawks | NBA  | 77  |     | 9.3  | 1.3 | 3.4 | .374 |    |     |     | 0.4 | 0.7 | .589 |       |        | 2.9 | 0.9  |     |     |     | 1.2 | 3.0 |
| 1969-70   | 32   | Atlanta Hawks   | NBA  | 2   |     | 5.5  | 1.0 | 2.0 | .500 |    |     |     | 0.0 | 0.0 |      |       |        | 2.0 | 0.5  |     |     |     | 1.5 | 2.0 |
| Total     |      |                 | NBA  | 271 |     | 11.9 | 1.9 | 4.6 | .411 |    |     |     | 0.6 | 1.0 | .579 |       |        | 4.1 | 0.9  |     |     |     | 2.0 | 4.4 |

### Playoffs
| Temporada | Edad | Equipo          | Liga | P  | MIN | TCA | TC | 3PA | 3P | TLA | TL | R.OF. | REB | ASIS | ROB | TAP | PER | FP | PTS | %TC  | %3P | %FT  | MIN | PTS | REB | AST |
| 1962-63   | 25   | St. Louis Hawks | NBA  | 5  | 15  | 4   | 10 |     |    | 0   | 0  |       | 5   | 3    |     |     |     | 6  | 8   | .400 |     |      | 3.0 | 1.6 | 1.0 | 0.6 |
| 1963-64   | 26   | St. Louis Hawks | NBA  | 6  | 39  | 5   | 13 |     |    | 3   | 5  |       | 14  | 5    |     |     |     | 10 | 13  | .385 |     | .600 | 6.5 | 2.2 | 2.3 | 0.8 |
| 1965-66   | 28   | St. Louis Hawks | NBA  | 6  | 38  | 2   | 10 |     |    | 3   | 4  |       | 18  | 6    |     |     |     | 7  | 7   | .200 |     | .750 | 6.3 | 1.2 | 3.0 | 1.0 |
| 1966-67   | 29   | St. Louis Hawks | NBA  | 6  | 52  | 11  | 21 |     |    | 2   | 5  |       | 22  | 2    |     |     |     | 11 | 24  | .524 |     | .400 | 8.7 | 4.0 | 3.7 | 0.3 |
| 1967-68   | 30   | St. Louis Hawks | NBA  | 3  | 25  | 2   | 6  |     |    | 3   | 4  |       | 6   | 5    |     |     |     | 4  | 7   | .333 |     | .750 | 8.3 | 2.3 | 2.0 | 1.7 |
| Total     |      |                 | NBA  | 26 | 169 | 24  | 60 |     |    | 11  | 18 |       | 65  | 21   |     |     |     | 38 | 59  | .400 |     | .611 | 6.5 | 2.3 | 2.5 | 0.8 |